# Sekundærrute 305
De Sekundærrute 305 is een secundaire weg in Denemarken. De weg loopt van Lohals via Rudkøbing naar Bagenkop. De Sekundærrute 305 loopt over het eiland Langeland en is ongeveer 53 kilometer lang.